# Luizi-Călugăra
Luizi-Călugăra est une commune de Moldavie roumaine, dans le județ de Bacău.

## Personnalités
- Elena Oprea-Horvat (1958-), championne olympique d'aviron en 1984, y est née.